# Classe Tsukuba
La classe Tsukuba fut une quatrième classe de croiseur cuirassé  de la Marine impériale japonaise. Elle comprenait deux unités, les Tsukuba et Ikuma, les deux seuls navires qui furent terminés sur les six prévus initialement.
Ils furent vite reclassés comme croiseur de bataille.

## Conception
Les croiseurs cuirassés de la classe Tsukuba furent ordonnés en urgence sur le budget de 1904 pour la reconstitution de la flotte pendant la guerre russo-japonaise et la perte imprévue du cuirassé Yashima par une mine marine en début de conflit.
Cette nouvelle classe a été réalisée sur le chantier naval japonais de Kure et les observateurs militaires ont été surpris par la rapidité de leur construction. Toutefois, les progrès rapides de la technologie navale et l'augmentation des contraintes budgétaires sur la marine impériale japonaise durant la période immédiate de la fin de la guerre russo-japonaise, firent que le projet s'arrêta à la construction de deux unités.
Ils furent réalisés avant la nouvelle conception des cuirassés de la Royal Navy comme le HMS Invincible ou de la classe Tennessee de l'US Navy. Ils gardaient la vitesse rapide et le fort blindage des classes précédentes.
L'artillerie principale était constituée de deux tourelles à canons jumelés de 305 mm construits par la Japan Steel Works sous licence britannique Armstrong Whitworth. Ils furent les plus gros canons navals construits au Japon.
L'artillerie secondaire était constituée de 12 canons de 152 mm et de 12 canons de 120 mm.

## Histoire
- Tsukuba :

Le Tsukuba a d'abord assisté aux célébrations du tricentenaire de la fondation de la colonie de Jamestown aux États-Unis. Il s'est rendu ensuite à Portsmouth, en Angleterre et a fait le tour du monde par l'Océan Indien pour rentrer au Japon et participé au passage de la Grande flotte blanche américaine dans les eaux japonaises en octobre 1908.
Durant la Première Guerre mondiale il servit de patrouilleur dans le Pacifique sud et l'Océan indien, pour protéger les voies maritimes des attaques allemandes, dans le cadre de l'effort de guerre de l'alliance anglo-japonaise. Il participa aussi à la Bataille de Tsingtao entre le 21 octobre et 7 novembre 1914.
En 1915 et 1916 il participa aux revues navales impériales de Yokohama.
Le 14 janvier 1917, le Tsukuba a coulé dans le port de Yokosuka à cause d'une explosion dans un magasin à munitions qui cause la perte de 305 hommes. La carcasse fut relevée et utilisée comme cible pour l'aviation navale. Il a été officiellement rayé des listes le 1er septembre 1917 et démantelé en 1918.
- Ikoma :

L' Ikoma escorta la Grande flotte blanche américaine en 1908. En 1910 il s'est rendu en Argentine  pour les célébrations du centenaire de l'indépendance. De Buenos Aires il continua son périple dans l'océan Atlantique pour visiter des ports en Europe puis par l'océan Indien pour rejoindre le Japon.
Durant la Première Guerre mondiale il servit de patrouilleur dans le Pacifique sud et l'océan Indien, pour protéger les voies maritimes des attaques allemandes, dans le cadre de l'effort de guerre de l'alliance anglo-japonaise. Il fut basé à Hong Kong, Singapour et en Australie pour protéger les colonies britanniques.
Par le Traité de Washington de 1922 il fut démantelé en 1923 par la Mitsubishi Heavy Industries à Nagasaki.

## Les unités de la classe
| Nom     | Lancement        | Armement        | Chantier naval             | Fin de carrière              | Photo |
| ------- | ---------------- | --------------- | -------------------------- | ---------------------------- | ----- |
| Tsukuba | 26 décembre 1906 | 14 janvier 1907 | Arsenal Naval à Kure Japon | détruit le 14 janvier 1917   |       |
| Ikoma   | 9 avril 1906     | 24 mars 1908    | Arsenal Naval à Kure Japon | détruit le 20 septembre 1923 |       |

## Sources
- (en) Cet article est partiellement ou en totalité issu de l’article de Wikipédia en anglais intitulé « Tsukuba-class cruiser » (voir la liste des auteurs).